# جاستن ك. برايس
جاستن ك. برايس (بالإنجليزية: Justin K Price)‏ هو سياسي أمريكي، ولد في 29 ديسمبر 1964 في ويست بالم بيتش في الولايات المتحدة. حزبياً، نشط في الحزب الجمهوري.

## وصلات خارجية
- الموقع الرسمي